# گراتزیانو
گراتزیانو یک نام کوچک و نام خانوادگی‌ست. افراد شاخص با این نام از این قرارند:

## نام کوچک
- گراتزیانو باتیستینی
- گراتزیانو گاسپاره
- گراتزیانو پله

## نام خانوادگی
- روکی گراتزیانو